# Benjamin H. Hill
Benjamin H. Hill (Jasper megye, 1823. szeptember 14. – Gurley, 1882. augusztus 16.) az Amerikai Egyesült Államok szenátora (Georgia, 1877–1882).